# Colli Albani (Wein)
Mit der Bezeichnung Colli Albani DOC werden italienische Weißweine sowie Schaumweine (Spumante) und Jungweine (Novello) in den Albaner Bergen (Region Latium) ausgebaut. Die Weine besitzen seit 1970 eine „kontrollierte Herkunftsbezeichnung“ (Denominazione di origine controllata – DOC), die zuletzt am 7. März 2014 aktualisiert wurde.

## Anbau
Für den Anbau und die Vinifikation der Weine sind die folgenden Gemeinden zugelassen: Ariccia und Albano, außerdem Teile der Gemeinden von Pomezia, Ardea, Castelgandolfo und Lanuvio – alle in der Metropolitanstadt Rom gelegen.

## Erzeugung
Die Weine müssen folgende Rebsorten-Zusammensetzung aufweisen:
- 0–60 % Malvasia Bianca di Candia (lokal auch „Malvasia rossa“ genannt)
- 25–50 % Trebbiano Toscano, Trebbiano Giallo und/oder Trebbiano di Soave (einzeln oder gemeinsam)
- 5–45 % Malvasia del Lazio  (lokal auch „Malvasia puntinata“ genannt)
- 0–10 %  andere weiße Rebsorten, die für den Anbau in der Region Latium zugelassen sind, dürfen zugesetzt werden – mit Ausnahme der Rebsorte Moscato.

## Beschreibung
Laut Denomination (Auszug):
Colli Albani (auch als Novello oder Spumante)
- Farbe: von strohgelb bis helles Stroh
- Geruch: weinig und zart
- Geschmack: trocken oder halbtrocken oder lieblich oder süß, charakteristisch, fruchtig
- Alkoholgehalt: mindestens 10,5 Vol.-%, für „Superiore“ mindestens 11,5 Vol.-%
- Säuregehalt: mind. 4,5 g/l
- Trockenextrakt: mind. 16,0 g/l